# Félix Trombe
Félix Trombe (* 19. März 1906 in Nogent-sur-Marne, Département Seine; † 26. März 1985 in Ganties, Département Haute-Garonne) war ein französischer Chemiker, Ingenieur und anerkannter Höhlenforscher. Er war einer der Pioniere auf dem Gebiet der Nutzung der Sonnenenergie.

## Lebenslauf
Trombe wuchs in dem Pyrenäendorf Ganties auf. Zum Studium der Chemie ging er nach Paris an die École Nationale Supérieure de Chimie de Paris (ENSCP), wo er 1928 das Diplom erhielt. Anschließend wurde er auf dem Gebiet der Lanthanoide promoviert. 1935 gelang es ihm, erstmals metallisches Gadolinium durch elektrolytische Reduktion herzustellen. Kurze Zeit später entdeckte er zusammen mit Georges Urbain und Pierre-Ernest Weiss auch den Ferromagnetismus des Elementes. Von 1965 bis 1969 leitete er das Georges-Urbain-Labor am CNRS.

## Wirken

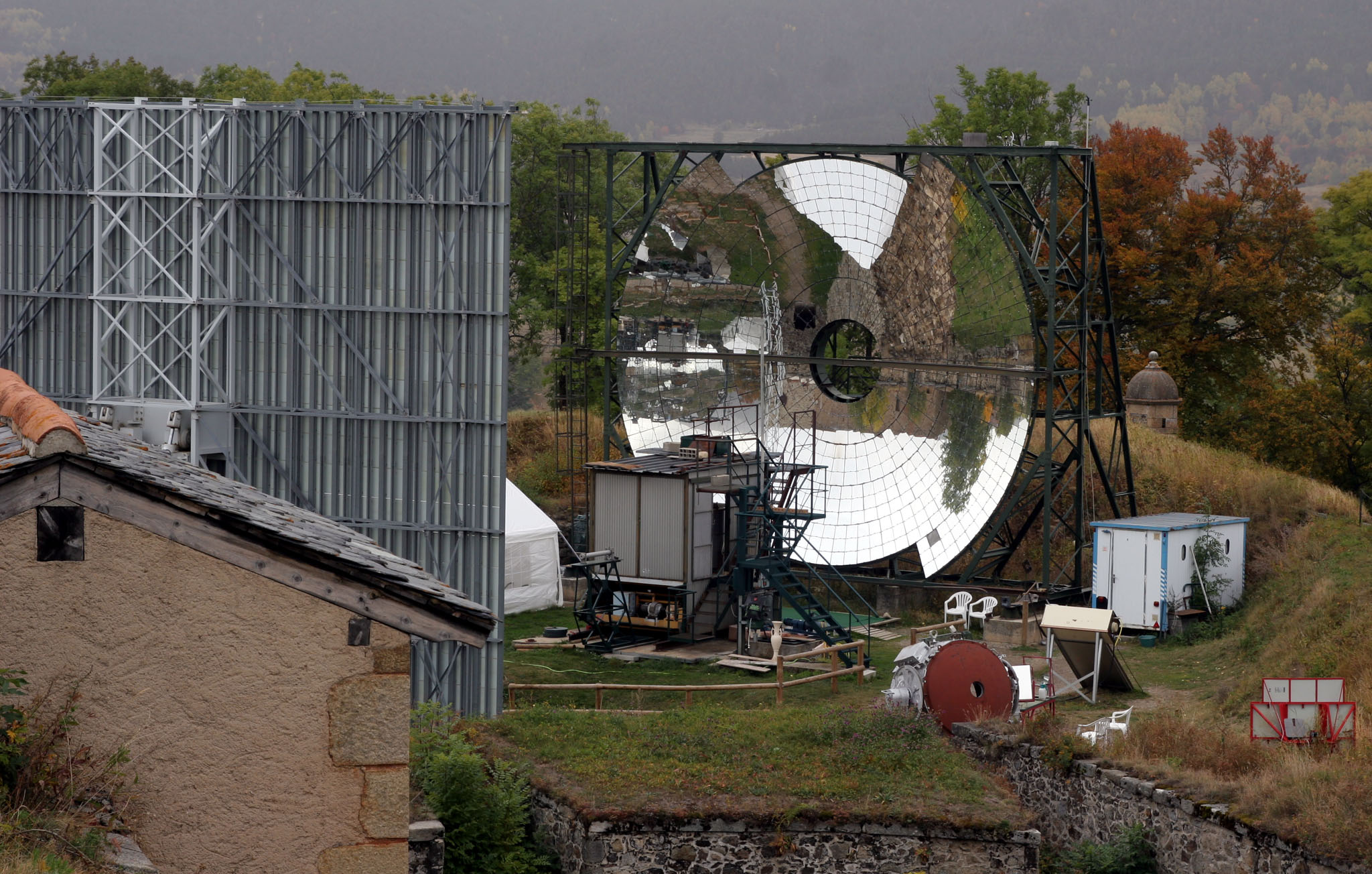
Sonnenofen in Mont-Louis, Prototyp mit 50 kW Leistung

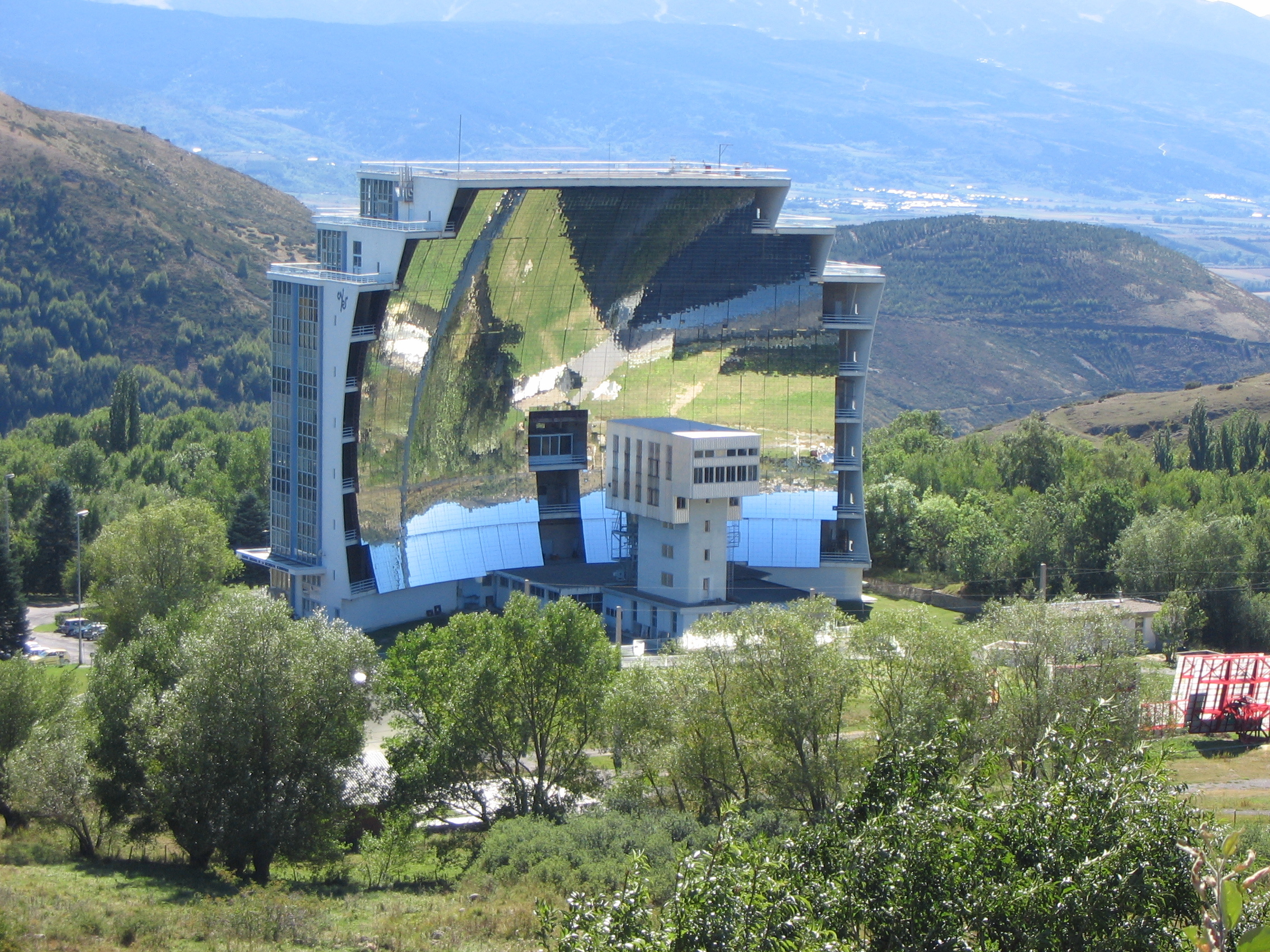
Sonnenofen von Odeillo, Leistung 1000 kW

1949 wurde unter der Leitung von Trombe in dem französischen Pyrenäenort Mont-Louis ein Prototyp eines Sonnenofens mit 50 kW Leistung errichtet. Später wurde im benachbarten Odeillo nach Trombes Plänen der Sonnenofen von Odeillo, der größte Solarschmelzofen der Welt, mit einer Leistung von 1 MW aufgebaut.
Mit dem Architekten Jacques Michel zusammen entwickelte er 1956 in Odeillo eine spezielle, in Wohnhäuser integrierbare, Speicherwand zu passiven Nutzung der Sonnenenergie, die sogenannte Trombe-Wand.
Neben seinem Engagement für die Forschung und Nutzung der Sonnenenergie war Trombe auch ein anerkannter Höhlenforscher. Bereits als 17-Jähriger war er Schüler und Mitarbeiter von Henri Breuil und Henri Bégouen (1863–1956). Zusammen mit Pierre Chevalier (1905–2001) entdeckte er im Département Haute-Garonne zahlreiche Höhlen und unterirdische Flüsse. Für sechs Jahre war er Präsident des Spéléo-Club de Paris. 1948 schreibt er das Buch Le Mystère de la Henne Morte über die Pyrenäen-Grotte Henne Morte (Tote Frau).
Félix Trombe verfasste über 300 Veröffentlichungen.